# 高速道路でのオートバイの通行条件

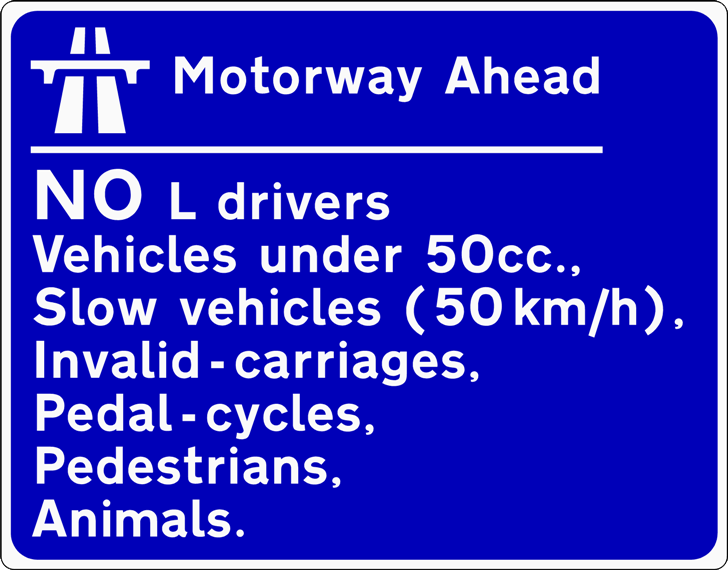
アイルランドの高速道路入口の通行禁止標識。
“この先自動車専用道路
以下の車両はお断り
1. 仮免許練習中の車両
2.50ｃｃ未満の車両
3.低速車両（最低時速50キロ）
4.障害者用車両
5.自転車
6.歩行者
7.動物”

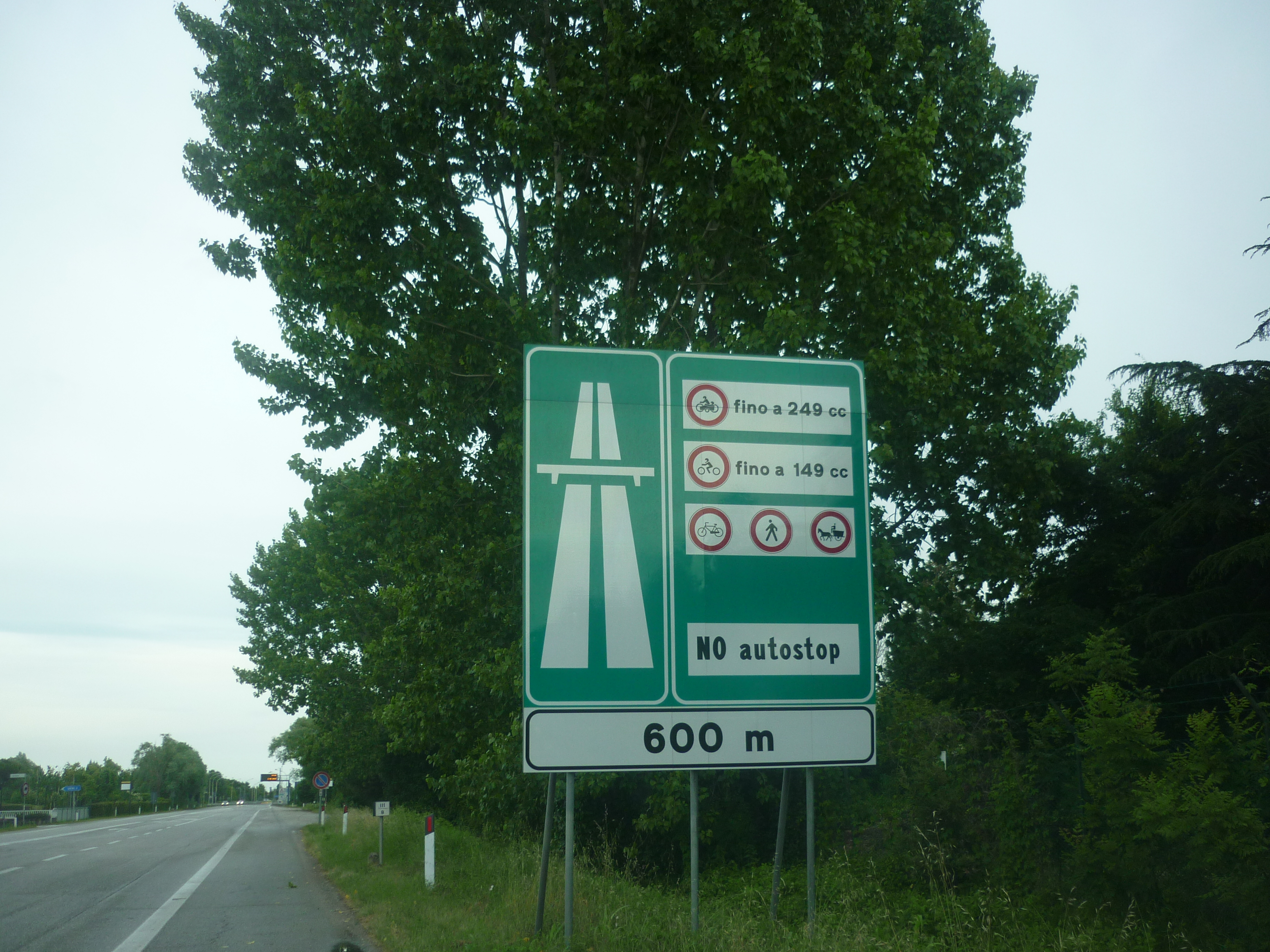
イタリアの高速道路入口の通行禁止標識。
“600メートル先　自動車専用
1.249ｃｃ以下のサイドカー
2.149ｃｃ以下の二輪車
3.自転車・歩行者・軽車両（馬車など）
お断り”

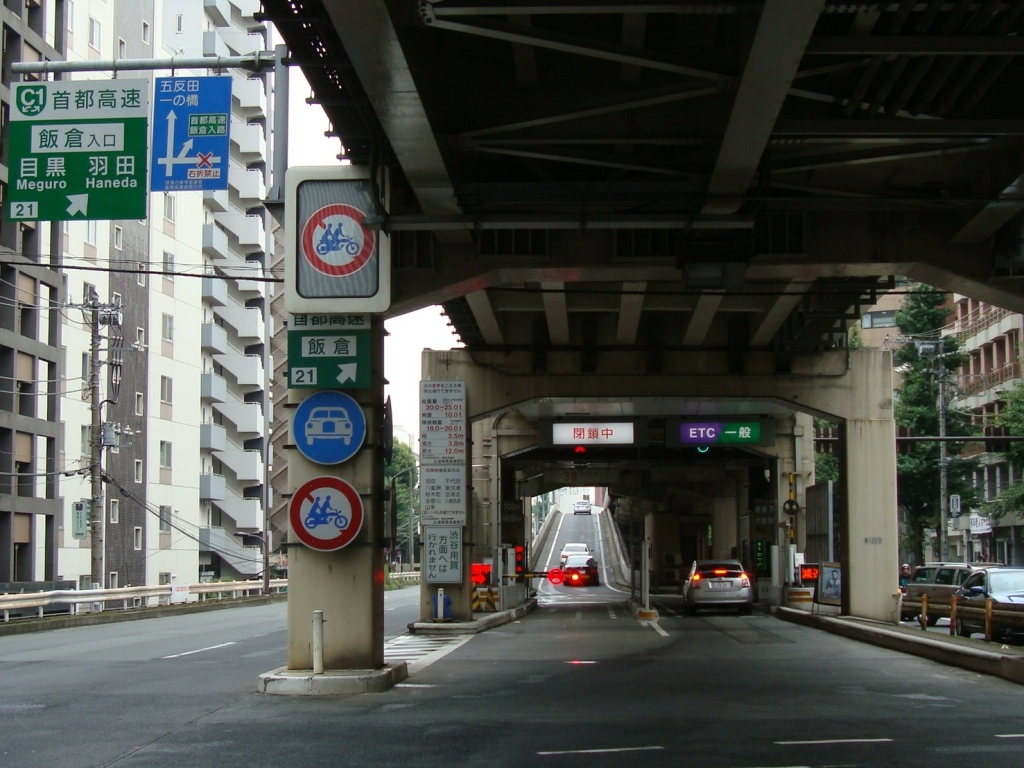
日本の自動車専用標識と二人乗り禁止標識（首都高速の入口）

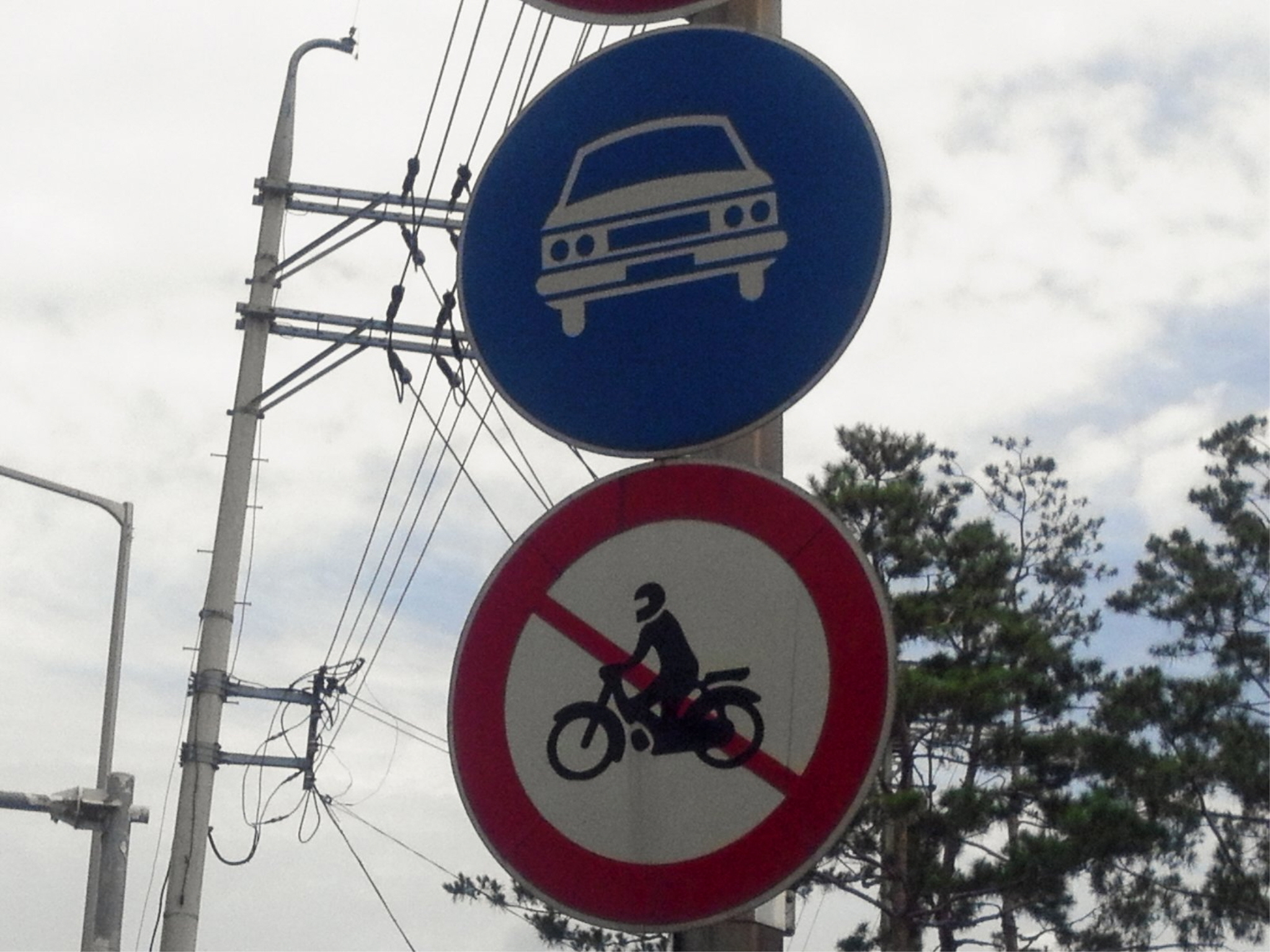
韓国の自動車専用道路標識と二輪車通行止め標識

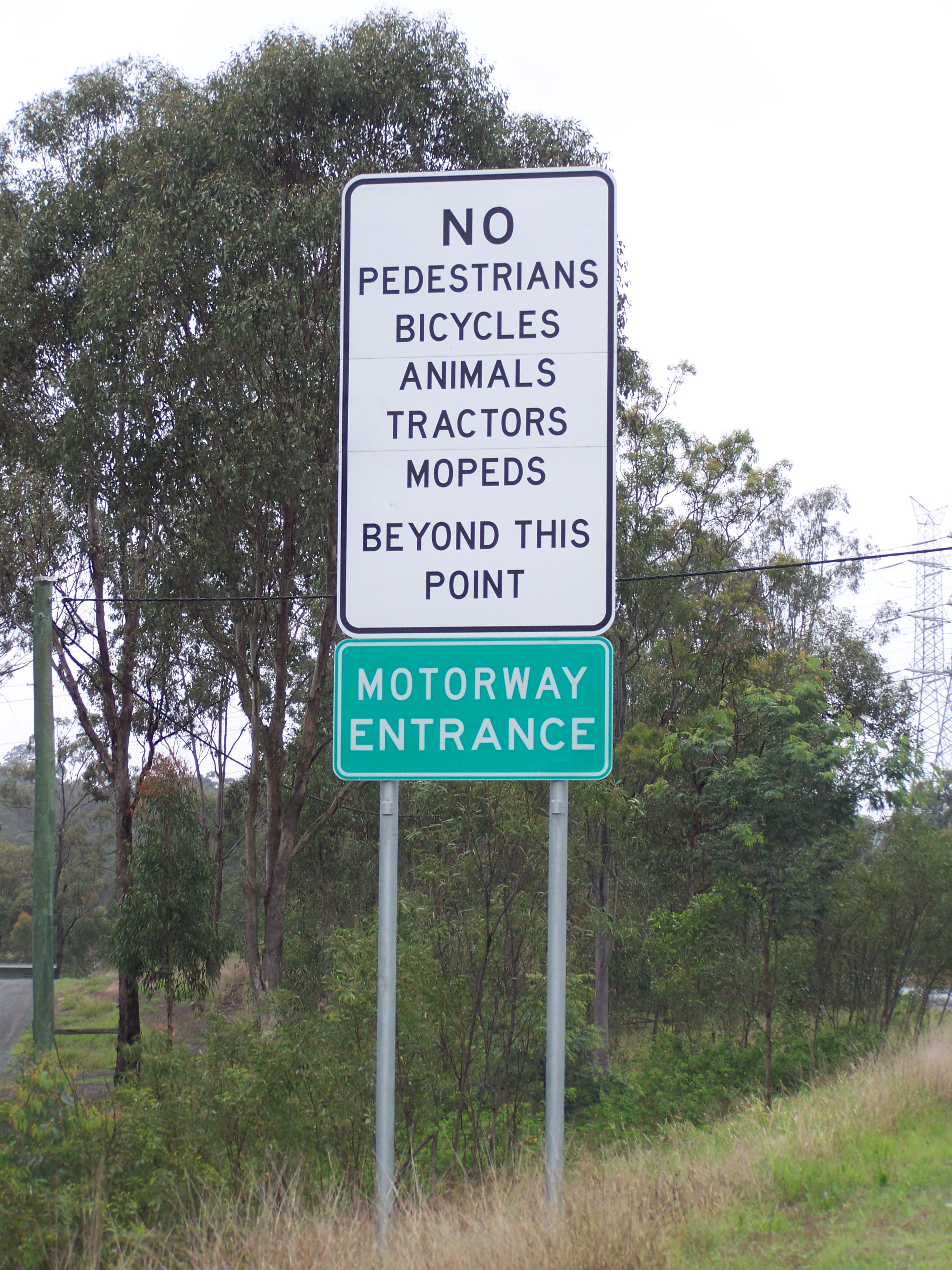
オーストラリアの高速道路入口の通行禁止標識。
“1.歩行者
2.自転車
3.動物
4.トラクタ
5.モペッド(原付)
この位置を越えることを禁ず
自動車道入口”

高速道路でのオートバイの通行条件（こうそくどうろでのオートバイのつうこうじょうけん）は、オートバイの高速道路での通行に関連した規則をいう。

## 通行条件
オートバイの高速道路での通行条件は国ごとに異なり、大部分の国でオートバイの高速道路での通行条件はエンジンの排気量を条件とする。ほとんどの場合、モペッドは通行出来ない。
一部の国では、乗車規制がある国と全排気量のオートバイに対する高速道路での通行を禁止する国もある。前者は二人乗りオートバイの高速道路での通行を禁止、後者は緊急車両（白バイなど）以外のすべてのオートバイに対する高速道路での通行を禁止することをいう。

## 速度規制
高速道路での最高速度の規制は、一般的に乗用車の最高速度と同一である。（例えば、乗用車・オートバイの最高速度は100 km/hまたは110 km/h）

一部の国では乗用車の高速道路での最高速度とオートバイの高速道路での最高速度が差がある国もある（例えば、乗用車の最高速度は100 km/h、オートバイの最高速度は80 km/h）。

## 各国の通行条件の一覧
- (■) : 一定の排気量以上または、一定の排気量を超えるオートバイは高速道路と自動車専用道路での通行が許可された国
- (■) : 高速道路と自動車専用道路でのオートバイの通行が法律または、告示などで不可能な(禁止した)国[3]
- (■) : 
  - 　一部または、多くの高速道路と自動車専用道路はオートバイの通行が法律または、告示などで禁止した国[3]
  - 　高速道路でのオートバイの通行が不可能だが(禁止したが)[3]、一定の排気量以上または、一定の排気量を超えるオートバイは自動車専用道路（日本の都市高速道路と高規格幹線道路、韓国の自動車専用道路、台湾の快速道路と快速公路などをいう）での通行が許可された国
- （注）
  - ● : 高速道路と自動車専用道路でのオートバイの通行が法律または、告示などで禁止したが、これを解禁した国

| 国               | 通行許可の可否                                                      | 通行許可排気量            | 備考 |
| ---------------- | ------------------------------------------------------------------- | ------------------------- | --- |
| アイルランド     | 許可                                                                | 50cc以上または、 50cc超   | 欧州連合加盟国 |
| アメリカ合衆国   | 許可                                                                | 50cc以上または、 50cc超   | 一部の州ではモペッドは、高速道路での通行が不可 |
| イギリス         | 許可                                                                | 50cc以上または、 50cc超   | 欧州連合加盟国 |
| イタリア         | 許可                                                                | 150cc以上                 | 欧州連合加盟国 · サイドカーは250cc以上のみが通行が許可 |
| インド           | 許可                                                                | 350cc以上または、 350cc超 | |
| インドネシア     | 禁止                                                                |                           | |
| オーストリア     | 許可                                                                | 50cc以上または、 50cc超   | 欧州連合加盟国 |
| オーストラリア   | 許可                                                                | 50cc以上または、 50cc超   | |
| オランダ         | 許可                                                                | 50cc以上または、 50cc超   | 欧州連合加盟国 |
| カナダ           | 許可                                                                | 50cc以上または、50cc超    | |
| 大韓民国         | 禁止                                                                |                           | - 1972年6月1日から高速道路(高速国道)での通行が禁止（告示によって） - 1992年3月から自動車専用道路（都市高速道路など）での通行が禁止（改正法律の施行によって）                          |
| シンガポール     | 許可                                                                | 50cc以上または、 50cc超   | |
| スイス           | 許可                                                                | 50cc以上または、 50cc超   | |
| スウェーデン     | 許可                                                                | 50cc以上または、 50cc超   | 欧州連合加盟国 |
| スペイン         | 許可                                                                | 50cc以上または、 50cc超   | 欧州連合加盟国 |
| スロバキア       | 許可                                                                | 50cc以上または、 50cc超   | 欧州連合加盟国 |
| スロベニア       | 許可                                                                | 50cc以上または、 50cc超   | 欧州連合加盟国 |
| タイ             | 禁止                                                                |                           | 施行日未詳 |
| 中華民国         | 事実上の禁止                                                        | 550cc以上または、 550cc超 | |
| チェコ           | 可能                                                                | 50cc以上または、 50cc超   | 欧州連合加盟国 |
| チリ             | 可能                                                                | 50cc以上または、 50cc超   | |
| 中華人民共和国   | 法律上禁止ではない。一部の自治体の条例による禁止 （二人乗りは禁止） | 50cc以上または、 50cc超   | |
| デンマーク       | 可能                                                                | 50cc以上または、 50cc超   | 欧州連合加盟国 |
| トルコ           | 可能                                                                | 350cc以上または、 350cc超 | |
| 日本             | 可能                                                                | 125cc超                   | 1965年9月から2005年4月までサイドカー以外の二人乗り禁止 |
| ニュージーランド | 可能                                                                | 50cc以上または、 50cc超   | |
| ノルウェー       | 可能                                                                | 50cc以上または、 50cc超   | |
| ハンガリー       | 可能                                                                | 50cc以上または、 50cc超   | 欧州連合加盟国 |
| パキスタン       | 可能                                                                | 50cc以上または、 50cc超   | |
| フィリピン       | ●可能                                                               | 400cc以上または、 400cc超 | - 1968年2月19日から高速道路での通行が禁止 - 2001年から400ｃｃ以上または400ｃｃを超えるオートバイの高速道路での通行禁止を解禁 - 2006年から一部の有料道路でのオートバイの通行禁止を解禁 |
| フィンランド     | 可能                                                                | 50cc以上または、 50cc超   | 欧州連合加盟国 |
| フランス         | 可能                                                                | 50cc以上または、 50cc超   | 欧州連合加盟国 |
| ブラジル         | 可能                                                                | 50cc以上または、50cc超    | |
| ブルガリア       | 可能                                                                | 50cc以上または、 50cc超   | 欧州連合加盟国 |
| ベトナム         | 可能                                                                | 50cc以上または、 50cc超   | |
| ベネズエラ       | 禁止                                                                |                           | |
| ベルギー         | 可能                                                                | 50cc以上または、 50cc超   | 欧州連合加盟国 |
| ペルー           | 可能                                                                | 50cc以上または、 50cc超   | |
| ボリビア         | 可能                                                                | All                       | |
| ポーランド       | 可能                                                                | 50cc以上または、 50cc超   | 欧州連合加盟国 |
| ポルトガル       | 可能                                                                | 50cc以上または、 50cc超   | 欧州連合加盟国 |
| マレーシア       | 可能                                                                | 50cc以上または、 50cc超   | |
| 南アフリカ共和国 | 可能                                                                | 50cc以上または、 50cc超   | |
| メキシコ         | 可能                                                                | 50cc以上または、 50cc超   | |
| ルクセンブルク   | 可能                                                                | 50cc以上または、 50cc超   | 欧州連合加盟国 |
| ルーマニア       | 可能                                                                | 50cc以上または、 50cc超   | 欧州連合加盟国 |
| ロシア           | 可能                                                                | 50cc以上または、 50cc超   | |

## 各国の高速道路での最高速度規制
| 国         | 最高速度規制(km/h)        | 最高速度規制(km/h)                 |
| 国         | 乗用車                    | オートバイ                         |
| ---------- | ------------------------- | ---------------------------------- |
| ベラルーシ | 110                       | 90                                 |
| ブルガリア | 130                       | 100                                |
| ギリシャ   | 130                       | 80                                 |
| ロシア     | 110                       | 90                                 |
| トルコ     | 120 (Expressways : 110)   | 100 if L3 (Expressways : 90 if L3) |
| 日本       | 120                       | 120 （1999年までは80）             |
| ウクライナ | 130(Dual carriageway 110) | 80                                 |
| ベトナム   | 80                        | 60                                 |